# Kuková
Kuková (in ungherese Kükemező) è un comune della Slovacchia facente parte del distretto di Svidník, nella regione di Prešov.